# Ballada o Çanakkale
Ballada o Çanakkale (tur. Çanakkale Türküsü) – turecka pieśń wojenna opowiadająca o bitwie gallipolijskiej (w historiografii tureckiej zwana bitwą o Çanakkale od miasta Çanakkale, z którego Turcy prowadzili ostrzał artyleryjski). Bitwa ta stała się w oczach Turków symbolem bohaterstwa ich narodu, oporu wobec dużo silniejszego przeciwnika oraz wygranej mimo braku szans. Bitwa ta otworzyła także drogę do kariery dowódcy 19 dywizji pułkownikowi Mustafie Kemalowi.

## Tekst turecki
Çanakkale içinde Aynalı Çarşı.
Ana ben gidiyom düşmana karşı, off, gençliğim eyvah!
Çanakkale içinde bir ağaç servi.
Kimimiz nişanlı, kimimiz evli, off, gençliğim eyvah!
Çanakkale içinde bir kırık testi.
Analar babalar ümidi kesti, off, gençliğim eyvah!
Çanakkale üstünü duman bürüdü.
On üçüncü fırka harbe yürüdü, off, gençliğim eyvah!
Çanakkale elinde toplar kuruldu.
Vay bizim uşaklar orda vuruldu, off, gençliğim eyvah!
Çanakkale içinde vurdular beni.
Ölmeden mezara koydular beni, off, gençliğim eyvah!
Çanakkale içinde sıra söğütler
Altında yatıyor aslan yiğitler, off, gençliğim eyvah!

## Tłumacz polski
W Çanakkale znajduje się Lustrzany Bazar.
Mamo, wyruszam w podróż naprzeciw wrogom. Och, moja młodości!
W Çanakkale jest drzewo cyprysowe.
Niektórzy z nas są zaręczeni, niektórzy poślubieni. Och, moja młodości!
W Çanakkale jest uszkodzony dzbanek.
Matek i ojców porzucona nadzieja, och, moja młodości!
Wzgórza w Çanakkale są owiane dymem.
Trzynasty oddział ruszył na wojnę. Och, moja młodości!
W Çanakkale wylądowały kule armatnie.
Ach, nasi towarzysze padli ranni razem. Och, moja młodości!
W Çanakkale zastrzelili mnie.
Pochowano mnie, nim umarłem. Och, moja młodości!
W Çanakkale rosną rzędy wierzb.
Odważne lwy spoczywają pod nimi. Och, moja młodości!